# Съдбата на Лоли
Съдбата на Лоли (на испански: La suerte de Loli, на английски: Loli's Fate) е американска теленовела, излъчвана по Телемундо от 26 януари 2021 г. до 21 юни 2021 г. Силвия Наваро е в ролята на титулярната героиня. Продукцията на сериала започва през септември 2020 г.

## Сюжет
Лоли Агилар е независима и успешна жена, която работи като изпълнителен продуцент на Глобалната радиогрупа – радиостанция номер едно на западното крайбрежие в САЩ. Докато кариерата на Лоли е във възход, любовният ѝ живот отива на заден план, тъй като тя се наслаждава на свободата и живота си без компромиси. Животът ѝ обаче претърпява неочакван обрат, когато Мариана, най-добрата ѝ приятелка, умира и оставя всичко на Лоли, включително двете си деца. Новината изненадва всички, особено Лоли, която се чувства като най-малко подходящия човек за тази отговорност. Лоли ще трябва да се изправи пред новата реалност и да научи, че работата не е всичко в живота, и да открие, че истинското значение на успеха е семейството и любовта.

## Актьорски състав и герои

### Главни роли[3][4]
- Силвия Наваро – Долорес „Лоли“ Агилар
- Освалдо Бенавидес – Рафаел Контрерас
- Габи Еспино – Паулина Кастро
- Карлос Понсе – Армандо
- Мариана Сеоане – Мелиса
- Хоакин Ферейра – Октавио
- Родриго Видал – Бруно Торес
- Роза Мария Бианки – Норита
- Кристиан Чавес – Матиас
- Алехандро Лопес – Висенте Варела
- Далекса Менезес – Саманта „Сам“ Торес
- Мариелена Давила – Джесика Контрерас
- Андрес Котрино – Гарбриел
- Лиз Диепа – Карол Торес
- Диего Ескалона – Николас „Ники“ Торес
- Амаранта Руис – Гуадалупе
- Жизел Абумрад – Рокс
- Хавиер Диас – Дуеняс
- Поло Монарес – Аполо
- Винс Миранда – Артуро
- Карла Монроиг – Ребека
- Роберто Ескобар – Рохелио
- Мика Кубо – Анджи
- Фернандо Карера – Марселино
- Майте Ембил – Берта Моралес
- Рикардо Клайнбаум – лицензиант Ферер
- Джейми Осорио – Карен
- Хесус Море – Салвадор

### Гости
- Жаклин Бракамонтес – Мариана
- Паулина Рубио – себе си
- Лупильо Ривера – себе си
- Луис Коронел – себе си
- Алан Рамирес – себе си
- Освалдо Силвас – себе си
- Мануел Туризо – себе си
- Алберто Кортес – себе си

## В България
Сериалът започва на 13 декември 2021 г. по bTV Lady и завършва на 4 май 2022 г. На 3 октомври започва повторение и завършва на 22 февруари 2023 г. Дублажът е на Саунд Сити Студио. Ролите се озвучават от Таня Димитрова, Милена Живкова, Стефани Рачева, Илиян Пенев и Александър Воронов.